# Classic Haribo
La Classic Haribo era una corsa in linea maschile di ciclismo su strada, che si tenne annualmente tra Marsiglia ed Uzès, in Francia, dal 1994 al 2006. Era valida per la Coppa di Francia di ciclismo.

## Albo d'oro
Aggiornato all'edizione 2006.
| Anno | Vincitore         | Secondo                  | Terzo               |
| ---- | ----------------- | ------------------------ | ------------------- |
| 1994 | Erik Zabel        | Djamolidine Abdoujaparov | Johan Museeuw       |
| 1995 | Giuseppe Citterio | Giovanni Fidanza         | Johan Museeuw       |
| 1996 | Laurent Jalabert  | Gianluca Pianegonda      | Servais Knaven      |
| 1997 | Frédéric Guesdon  | Jaan Kirsipuu            | Simone Zucchi       |
| 1998 | Lauri Aus         | Stuart O'Grady           | Jaan Kirsipuu       |
| 1999 | Stuart O'Grady    | Beat Zberg               | Aleksandr Vinokurov |
| 2000 | Jaan Kirsipuu     | Laurent Brochard         | Romāns Vainšteins   |
| 2001 | Hans De Clercq    | Eddy Seigneur            | Paul Van Hyfte      |
| 2002 | Jaan Kirsipuu     | George Hincapie          | Enrico Cassani      |
| 2003 | Jaan Kirsipuu     | Lars Michaelsen          | Max Van Heeswijk    |
| 2004 | Thor Hushovd      | Gabriele Balducci        | Sébastien Hinault   |
| 2005 | Gorik Gardeyn     | Lilian Jégou             | Alessandro Ballan   |
| 2006 | Arnaud Coyot      | Thor Hushovd             | Mauro Facci         |